# Julien Regnier-Lafforgue
Julien Regnier-Lafforgue (* 15. Februar 1979 in Chambéry) ist ein ehemaliger französischer Freestyle-Skier. Er startete in den Buckelpisten-Disziplinen Moguls und Dual Moguls.

## Werdegang
Regnier-Lafforgue startete international erstmals in der Saison 1995/96 und kam bei den Internationalen Jugendmeisterschaften 1996 in Châtel auf den fünften Platz im Moguls. In der Saison 1996/97 erreichte er im Europacup mit je zwei zweiten und dritten Plätzen den 13. Platz in der Gesamtwertung, den vierten Rang in der Moguls-Wertung sowie den zweiten Platz in der Dual-Moguls-Wertung. Ab der Saison 1997/98 bis zur Saison 1999/2000 nahm er an 13 Weltcups teil. Dabei erreichte er in der Saison 1997/98 in Mont-Tremblant mit dem zweiten Platz im Moguls seine einzige Podestplatzierung im Weltcup und zum Saisonende mit dem 32. Platz im Gesamtweltcup sowie mit dem neunten Rang im Moguls-Weltcup seine besten Gesamtergebnisse. Bei den Olympischen Winterspielen 1998 in Nagano wurde er Elfter im Moguls.

## Erfolge

### Olympische Spiele
- 1998 Nagano: 11. Platz Moguls

### Weltcup-Gesamtplatzierungen
Regnier-Lafforgue nahm an 13 Weltcups teil und erreichte vier Top-Zehn-Platzierungen sowie eine Podestplatzierung.
| Saison    | Gesamt | Gesamt | Moguls | Moguls | Dual Moguls | Dual Moguls |
| Saison    | Punkte | Platz  | Punkte | Platz  | Punkte      | Platz       |
| --------- | ------ | ------ | ------ | ------ | ----------- | ----------- |
| 1997/98   | 60     | 32.    | 360    | 9.     | 40          | 26.         |
| 1999/2000 | 10     | 68.    | 40     | 37.    | 4           | 35.         |

### Europacup
- Saison 1996/97: 2.  Platz Dual-Moguls-Wertung
- 4 Podestplätze